# Privilegija bijelog
Privilegija bijelog (fra. Le privilège du blanc, tal. Il privilegio del bianco) je izraz kojim se opisuje tradicija kojom su određene katoličke kraljice i princeze, kojima je dopušteno nositi bijelu haljinu i bijeli veo pri susretu sa Svetim Ocem.
Prefektura Papinskoga kućanstva ponekad izdaje posebne upute kada se može koristiti povlastica, kao što je za vrijeme papinskih privatnih audijencija, kanonizacija, beatifikacija ili posebnih svečanih misa.

## Povijest
Protokol za papinske privatne audijencije ranije traži da žene nose dugu crnu haljinu s visokim ovratnikom i dugim rukavima te crni veo. Neke katoličke kraljice i princeze tradicionalno su izuzete iz nošenja crnine. Kraljice Italije, Belgije i Španjolske, Velika vojvotkinja Luksemburga i princeze iz savojske dinastije mogu nositi bijelu haljinu i bijeli veo na papinskim privatnim audijencijama. Prema tradiciji, na ovo pravo isključivo imaju vladarice koje nose naslov "Najviših katoličkih monarha" (lat. Rex Catholicissimus)

## Trenutno pravo
Do 2016. godine, sljedećih sedam dama imaju pravo na ovu povlasticu:
- Sofija, kraljica Španjolske  — (od stupanja njezinoga muža na prijestolje 1975.)
- Paola, kraljica Belgije  — (od stupanja njezinoga muža na prijestolje 1993.)
- Marija Tereza, Velika vojvotkinja Luksemburga  — (od stupanja njezinoga muža na prijestolje 2000.)
- Charlene, kneginja Monaka  — (ustupanje prava od 2013.)
- Matilda, kraljica Belgije  — (od stupanja njezinoga muža na prijestolje 2013.)
- Leticija, kraljica Španjolske  — (od stupanja njezinoga muža na prijestolje 2014.)[4]
- Marina, princeza Napulja — (ustupanje prava od 1929.)

Princeza Napulja, Marina Savojska, i supruga princa Viktora Emanuela, koristi ovu privilegiju 18. svibnja 2003. godine, za vrijeme mise za rođendan pape Ivana Pavla II., kao princeza doma Savoj.
Dana 12. siječnja 2013. godine, Charlene, princeza Monaka, supruga katoličkog monarha, također koristi svoju povlasticu na privatnoj audijenciji s papom Benediktom XVI. Ured za tisak Svete Stolice kasnije je izdao priopćenje za javnost u kojem se navodi da je "u skladu s ceremonijalnim propisima Vatikana za katoličke vladare, princezi bilo dopušteno nositi bijelu haljinu." Charlene nije nosila bijelu haljinu na inauguracijskoj misi pape Franje, 2013. godine, niti za vrijeme mise, 2014. godine, kojom su kanonizirani pape Ivan Pavao II. i Ivan XXIII. No ona je ponovno koristila povlasticu 18. siječnja 2016. prilikom posjete papi Franji u sklopu službenog državnog posjeta Vatikanu sa svojim mužem, Albertom II., princem Monaka.
Privilegija se ne odobrava ženama svih katoličkih monarha ili ženama ne-katoličkih monarha. Iako su katolici, privilegija se ne odobrava suprugama kralja Lesota, ili suprugama princa od Lihtenštajna. Također do 2013. ovo pravo nije odobravano supruzi princa Monaka. Privilegija se ne odobrava ni kraljici Maksimi od Nizozemske, koja je katolička supruga protestantskog kralja Vilima Aleksandra.
Cherie Blair, supruga bivšeg premijera Velike Britanije Tonyja Blaira je bila kritizirana zbog nošenja bijele odjeće prilikom posjete papi Benediktu XVI., 28. travnja 2006., iako na to nema pravo.